# Фазлъ Неджип
Фазлъ Неджип (на турски: Fazlı Necip) е османски журналист и писател.

## Биография
Роден е в 1863 година в Солун в семейството на Абдурахман Назиф ефенди. В 1895 година получава разрешение от валията Мустафа Зихни паша да издава в Солун вестник „Асър“. Пише романи и исторически изследвания. Режисьор е и на два филма. Умира в 1932 година.